# Võ Vân Ánh
Võ Vân Ánh (tên biểu diễn tại Mỹ: Vanessa Vo), là một nghệ sĩ về đàn dân tộc Việt Nam. Chị là người dành hết tâm huyết của mình đối với các loại đàn dân tộc như đàn tranh, đàn tam thập lục, đàn bầu, t'rưng, k'lông pút, trống dân tộc... Chị đã sáng tác rất nhiều tác phẩm mang âm hưởng hiện đại trên những cây đàn truyền thống từ đó chị được coi là người thổi một sức sống hiện đại mới với những nhạc cụ dân tộc.
Võ Vân Ánh đã sáng tác nhạc cho những bộ phim được đề cử giải Oscar phim Daughter from Danang (2003 Academy Awards), năm 2009 chị đạt giải Emmy Awards với soundtrack cho phim Bolinao 52.